# Пирій ковилолистий
Пирі́й ковилоли́стий (Elytrigia stipifolia) — багаторічна рослина родини тонконогових. Складний видовий комплекс, занесений до Червоних книг України і Росії, Червоного списку Міжнародного союзу охорони природи, Європейського Червоного списку. Належить до малопоширених кормових рослин.

## Опис
Трав'яниста рослина заввишки 30-100 см, гемікриптофіт. Утворює густі дернини, з'єднані нечисленними короткими повзучими кореневищами, від яких відходять товсті, звивисті корені. Стебла при основі вкриті бурувато-чорними старими піхвами, голі, гладкі або опушені внизу та у вузлах спрямованими вгору волосками. Листки спрямовані вгору, дворядні, піхвові, сизувато-зелені. Листкові піхви по краям війчасті, у нижніх та середніх листків рідко або густоопушені, у верхніх листків — голі. Листкові пластинки вузькі (2,5-4 мм), згорнуті вздовж щетиноподібно, голі, при переході до піхви зверху шорсткі.
Суцвіття — вузький, негустий, багатоквітковий складний колос 4,5-19 см завдовжки. Вісь суцвіття по ребрах вкрита густими гострими шипиками. Колос складається з 2-5-квіткових зелених безостих колосків 12-17 мм завдовжки кожен, притиснутих до осі суцвіття. Колоскові луски ланцетні, тупо загострені, коротші за нижню квітку (5-11 мм), з 5-6 жилками. Нижні квіткові луски ланцетні, 10-12 см завдовжки, з 5 жилками. Тичинок 3. Плід — зернівка.
Число хромосом 2n = 28.

## Екологія
Вид світлолюбний і посухостійкий, віддає перевагу звичайним чорноземам різного ступеня еродованості, підстеленим гранітами, лесами, пісковиками, вапняками, крейдою. Зростає у кам'янистих, ковилових, типчаково-ковилових, різнотравно-ковилових степах, на еродованих та кам'янистих схилах, плакорах. У передгір'ях Кавказу підіймається до субальпійського поясу. Пирій ковилолистий притаманний ковиловим угрупованням та угрупованням, в яких панують карагана кущова й кострець береговий. Цей вид також утворює рідкісну формацію Elytrigieta stipifoliae. В Ростовській області (Росія) зареєстровані місця зростання пирія ковилолистого у чебречниках на пологих схилах з виходами мергелю.
Розмножується насінням і вегетативно за допомогою повзучих кореневищ, втім, останній спосіб великої ролі у поширенні виду не відіграє. Квітне і плодоносить у червні-липні. Рослина запилюється вітром, насіння розповсюджується шляхом розкидання при розгойдуванні стебел (балістохорія). Однією з природних особливостей цього злаку є відносно низька фертильність: у колосках зав'язується дуже мало зернівок.

## Поширення
Ендемік північно-східного Причорномор'я, басейну річки Дон і Передкавказзя. Найбільші осередки знайдені на теренах Росії у Краснодарському і Ставропольському краях, в Кабардино-Балкарії, Чечні, Інгушетії, Ростовській (Міуське лісництво) та Воронезькій (правобережжя Хопра) областях.
Через Україну проходить західна межа ареалу: тут пирій ковилолистий трапляється в степових і лісостепових районах Лівобережжя, зокрема, в басейнах Дніпра, Сіверського Дінця, у Приазов'ї, а також в Криму.

## Значення і статус виду
Стан популяцій на охоронюваних територіях добрий, водночас на територіях, що зазнають антропогенного впливу, вид зникає через надмірне випасання, видобуток гірських порід, розорювання степів. Щільність популяцій в середньому складає 10—29 особин на 1 м² при проективному покритті в 60—70 %. У таких осередках пирій створює майже чисті куртини. В Україні пирій ковилолистий охороняється в національному парку «Святі Гори», заповідниках Українському степовому (філії «Кам'яні Могили» та «Хомутовський степ»), Луганському (філія «Стрільцівський степ»); вирощується у Донецькому ботанічному саду.
За межами України охороняється в Росії у Тебердинському заповіднику, Нижньохоперському природному парку, заказнику «Краснянський степ». В цій країні окрім національної Червоної книги вид занесений до регіональних Червоних книг Волгоградської, Ростовської, Воронезької областей, Республіки Калмикія, Краснодарського і Ставропольського краю.
Рослину використовують у селекційній роботі. За умови значного поширення зарості пирію ковилолистого можуть бути джерелом цінного корму для кіз і овець. У природі ця рослина також приносить користь, запобігаючи ерозії ґрунту.

## Систематика
Такі назви розглядають або як синоніми видового комплексу в цілому, або як його складові частини:
- Agropyron stipifolium Czern. ex Nevski
- Elymus stipifolius (Czern. ex Nevski) Melderis
- Elytrigia cretacea (Klokov et Prokud.) Klokov et Prokud.
- Elytrigia kotovii Dubovik
- Elytrigia ninae Dubovik